# De Banmolens
De Banmolens zijn een complex van voormalige watermolens in Harelbeke aan de Leie, gelegen aan de Watermolenstraat op het Moleneiland. De banmolens moeten reeds in 1175 gewerkt hebben. Ze waren het bezit van de graaf van Vlaanderen en maalden voor de ban. Deze ban was, in letterlijke betekenis, een bepaald gebied afgebakend door 13 paalstenen in een straal van één mijl van de molens. Al wie binnen de ban woonde, moest verplicht zijn/haar graan daar malen en een tiende deel afstaan als belasting.
Naast het malen van graan, dienden ze ook voor het het persen van olie, vollen van stoffen en malen van schors en mout. Opbrengsten van de molen gingen voor een deel naar de graaf van Vlaanderen en naar het Sint-Salvatorskapittel.  De molenaar hield belangrijke privileges en verplichtingen en was ook verantwoordelijk voor de sluizen, bruggen, dijken en 'gemene wegen' van Harelbeke. De molenaar regelde de doorvaart van schepen langs de Leie en stelde twee mijlwachters aan voor de bescherming van de vrije molage en de sluizen. In overeenstemming met de pachtvoorwaarden van 1660 betaalde elke schipper voorbij de vaart een tol van 6 stuivers aan de molenaar. 
De molens werden tijdens de Franse bezetting in 1792 bezit van de Franse staat en in 1810 openbaar verkocht. De molens verloor hun privileges. Oorspronkelijk hadden ze het uitzicht van traditionele watermolens met typische waterradraderen. Vanaf 1830 en 1850 kreeg het bedrijf een industrieel karakter en kwam er een stoommachine. Onder de maatschappij Vercruysse-Declerck-Vanneste werden in 1880 de molenraderen vervangen door turbines. De watermolens zijn verschillende keren in 1884 en in 1942 afgebrand, waarschijnlijk ten gevolge van zelfontbranding. Na de oorlog werden nieuwe watermolens opnieuw opgebouwd en werd productie herstart. Tegenwoordig zijn de oude banmolens ingericht met lofts.
De oude watermolens (gebouwd in 1836) en de nieuwe watermolens (gebouwd 1947)  zijn beschermd als monument en dorps- en stadsgezicht sinds 14 juli 1998.

## Ligging
Op het Moleneiland van Harelbeke staan twee molens: de oude en nieuwe watermolens. De banmolens of westmolen staat op de oude Leie aan de oude sluis, terwijl de bloemmolens of oostmolen gericht is naar de Leie. Historisch hoorden de sluizen bij de watermolens, want die zorgde voor het nodige verval van water nodig om de molen te laten draaien.

## Geschiedenis

### Banmolens
Al in 1175 was er sprake van een watermolen op deze plaats. Het waren banmolens die eigendom waren van de graaf van Vlaanderen. Ze waren een middel om belasting te heffen. Het banrecht stelde dat de bewoners die binnen een kring van één mijl woonden, verplicht waren om hun graan te laten malen en vervolgens een deel af te staan voor het werk en als belasting. Oorspronkelijk was het een korenmolen en later kwam er ook een moutmolen, een oliemolen en een schorsmolen bij.  
De molens werden door legers van strategisch en militair belang. Ze vielen wel eens ten prooi aan vernieling door vijandelijke troepen, zoals in 1382, na de Slag bij Westrozebeke, toen Franse troepen de molens en bijhorende sluizen totaal verwoestten. In 1387 was de westmolen terug in werking, terwijl van de tweede molen geen sprake meer is. Het bleef tot 1564 wachten toen een contract werd besloten voor alle molens terug in bedrijf te krijgen.
Veel klachten en rechtszaken zijn bekend tegen pachters door de molens draaiende te houden tijdens periodes van droogte. Schippers werden slachtoffer omdat de waterstand van de Leie zo laag kwam te staan dat veel schippers tussen Menen en Harelbeke vast kwamen te zitten in de slip van de bodem. Bovendien stroomde bij hoog waterpeil dorpen aan de oever onder water als de sluizen waren gesloten. Om te vermijden dat pachters het waterpeil te veel in hun voordeel speelden, werden afspraken gemaakt. Er werd een zomer- en winterpeil ingesteld, terwijl de raad van Vlaanderen en Keizer Karel een verplichting oplegden om bij bruggen en sluizen peilstenen aan te brengen. Dit was een direct gevolg van omstromingen in Wevelgem, Waasten en Halewijn in 1531.
De molenaar regelde ook de doorvaart van de schepen aan de Leie en verzamelde de tol van doorgaande schepen. Zijn verantwoordelijkheid was van groot belang. Uit een decreet van 1655 werd hij dan ook de 'meester absoluut van de waters' genoemd. 
In 1611 kreeg de Rijsselse koopman Jean Collart de toestemming om de oostmolen nabij de sluis om te bouwen tot een volmolen ten voordele van zijn schoonzus Marie de Hennion. Dit zal de enige volmolen in het kasselrij Kortrijk zijn.
De ban werd vermoedelijk in de 18e eeuw opgeheven. In 1798 werden de molens openbaar verkocht. In 1834 was er sprake van een koren- en volmolen, een tweede korenmolen en een bleekblauwwatermolen, in totaal dus drie watermolens.

### N.V. Watermolens

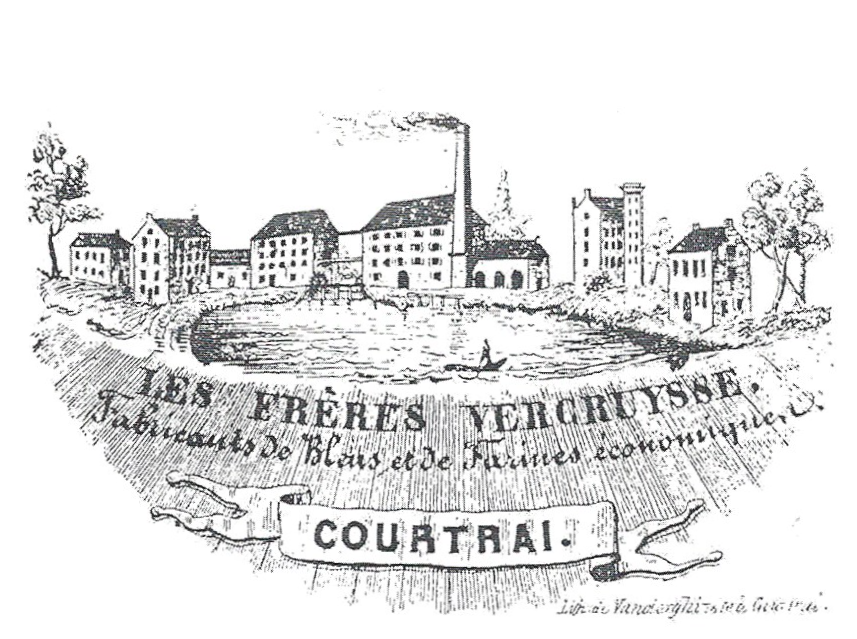
Factuurhoofd van de firma Vercruysse met de watermolens in beeld (c. 1890)

Tussen 1830 en 1850 kreeg het bedrijf een industrieel karakter. Er werd sucre à paille geproduceerd, een mengsel van stro en suiker voor paarden. In 1870 kwam een nieuwe stoommachine in de vierkante schoorsteen, die nu nog steeds bestaat. Het waterrad werd in 1880 door een waterturbine vervangen.
In 1864 werd door hetzelfde bedrijf, nu een industriële maalderij, een nieuw complex gebouwd, de Oostelijke watermolens of Nieuwe Molens genaamd. 
Het bedrijf dat beide complexen bezat heette sinds 1880 de Maatschappij Vercruysse-Declercq-Vanneste, vanaf 1895: SA Les Frères Vercruysse en vanaf 1920: NV Watermolens. Ozonia, een merk van waspoeder werd rond 1930 geproduceerd door Boudewijn Steverlynck. Na Wereldoorlog Twee vervaardigde Carpentier veevoeder en lijnolie. Het bedrijf  bleef moderniseren tot de stopzetting van activiteiten rond het jaar 2000. 
De watermolens werden in 1942 afgebrand vermoedelijk door zelfontbranding. Tijdens de stilval verplaatste de productie naar een maalderij in Gent. Het was na de oorlog heropgebouwd met moderne turbines. Tot 2009 hebben de turbines nog dienst gedaan. 
Van de historische watermolens zijn enkele natuurstenen muurresten overgebleven. Aan de oostgevel bevindt zich een merkwaardig Mariabeeld dat mogelijk 18e-eeuws is. De vierkante schoorsteen getuigt nog van het begin van het stoomtijdperk. Het grote industriële pand (nieuwe watermolens) was in werking tot vlak na de Tweede Wereldoorlog. Daarna trad het verval in. 

### Huidig gebruik
In 1998 werd het gebouw beschermd als monument maar kreeg een nieuwe functie: er kwamen lofts in. Er kwam ook een tearoom in het aanpalend gebouw. De kenmerkende elementen van het industriële bedrijf bleven behouden. 
- Inventaris van het Bouwkundig Erfgoed (Vlaanderen): 205253